# Пармантье, Антуан Огюст
Антуан-Огюстен Пармантье (фр. Antoine-Augustin Parmentier, 12 августа 1737, Мондидье — 13 декабря 1813) — французский агроном, фармацевт и гигиенист эпохи Просвещения.
Прославился в первую очередь как активный пропагандист выращивания картофеля в качестве овощной культуры. Он также провёл первую в истории кампанию принудительных прививок от оспы, изобрёл технологию получения сахара из сахарной свёклы, основал школу хлебопечения и внёс вклад в изучение способов заморозки и консервации пищи.

## Биография
С детства Пармантье занимался фармацевтикой. Его дальний родственник, Андре Пармантье (1780—1830) был известен в США как садовод.
Во время Семилетней войны Пармантье служил военным врачом во французской армии. Попав в прусский плен, он в течение нескольких лет вынужден был питаться картофелем, который во Франции в то время употреблялся только на корм свиньям. Картофель был завезён в Европу ещё в XVI веке, но только в Ирландии его регулярно употребляли в пищу: в прочих странах он либо не выращивался вообще, либо разводился исключительно на корм скоту. В 1748 французский парламент даже запретил выращивание картофеля на том основании, что он якобы мог вызывать ряд болезней, в том числе проказу. Пармантье обнаружил, что картофель безвреден для здоровья и обладает высокими вкусовыми и питательными качествами.
Вернувшись в Париж в 1763, Пармантье продолжил свои пионерские исследования в области питания и пищевой химии. Опыт заключения пригодился ему в 1772, когда он предложил (в заявке на конкурс, объявленный Академией Безансона) использовать картофель для кормления больных дизентерией. В 1773 Пармантье выиграл конкурс.
Во многом благодаря усилиям Пармантье, Парижский медицинский факультет объявил в 1772 году картофель съедобным. Тем не менее, Пармантье пришлось столкнуться со значительным сопротивлением своей деятельности. Так, он был лишён возможности использовать свой экспериментальный сад в Доме инвалидов, где работал фармацевтом. Церковная община, владевшая землёй, на которой находился госпиталь, наложила запрет на выращивание картофеля на этой земле, а впоследствии добилась увольнения Пармантье.
После этого Пармантье занялся широкой пропагандой картофеля среди французов, активно используя всевозможные рекламные трюки, впоследствии вошедшие в легенду. Он давал званые обеды (где угощение состояло в основном из блюд, приготовленных из картофеля), на которые приглашал знаменитостей, таких как Бенджамин Франклин или Антуан Лавуазье, подносил королевской чете букеты из цветов картофеля. Людовик XVI пожаловал Пармантье 50 арпанов бедной земли в Саблоне, на западе от Парижа, на которых тот занялся выращиванием картофеля. Днём он выставлял вокруг грядки с картофелем вооружённых охранников, привлекавших внимание и любопытство; на ночь сторожа удалялись, позволяя людям «украсть» клубни.
Важной вехой в борьбе за признание картофеля стал неурожайный 1785 год, когда именно употребление картофеля в пищу помогло победить голод на севере Франции. В последние месяцы первой Парижской коммуны (1795) картофель активно выращивался в осаждённом Париже, даже в саду Тюильри, чтобы уменьшить голод. В том же году Пармантье стал членом Академии Наук, вступив в отделение сельской экономики.

Агрономические интересы Пармантье были разнообразны: он постоянно искал новые способы улучшить жизнь человека путём улучшения его диеты. Опубликованные им работы посвящены выпечению хлеба, производству сыра, хранению зерна, выработке кукурузной и каштановой муки, грибоводству, употреблению минеральных вод, виноделию, заготовлению галет и многому другому. 

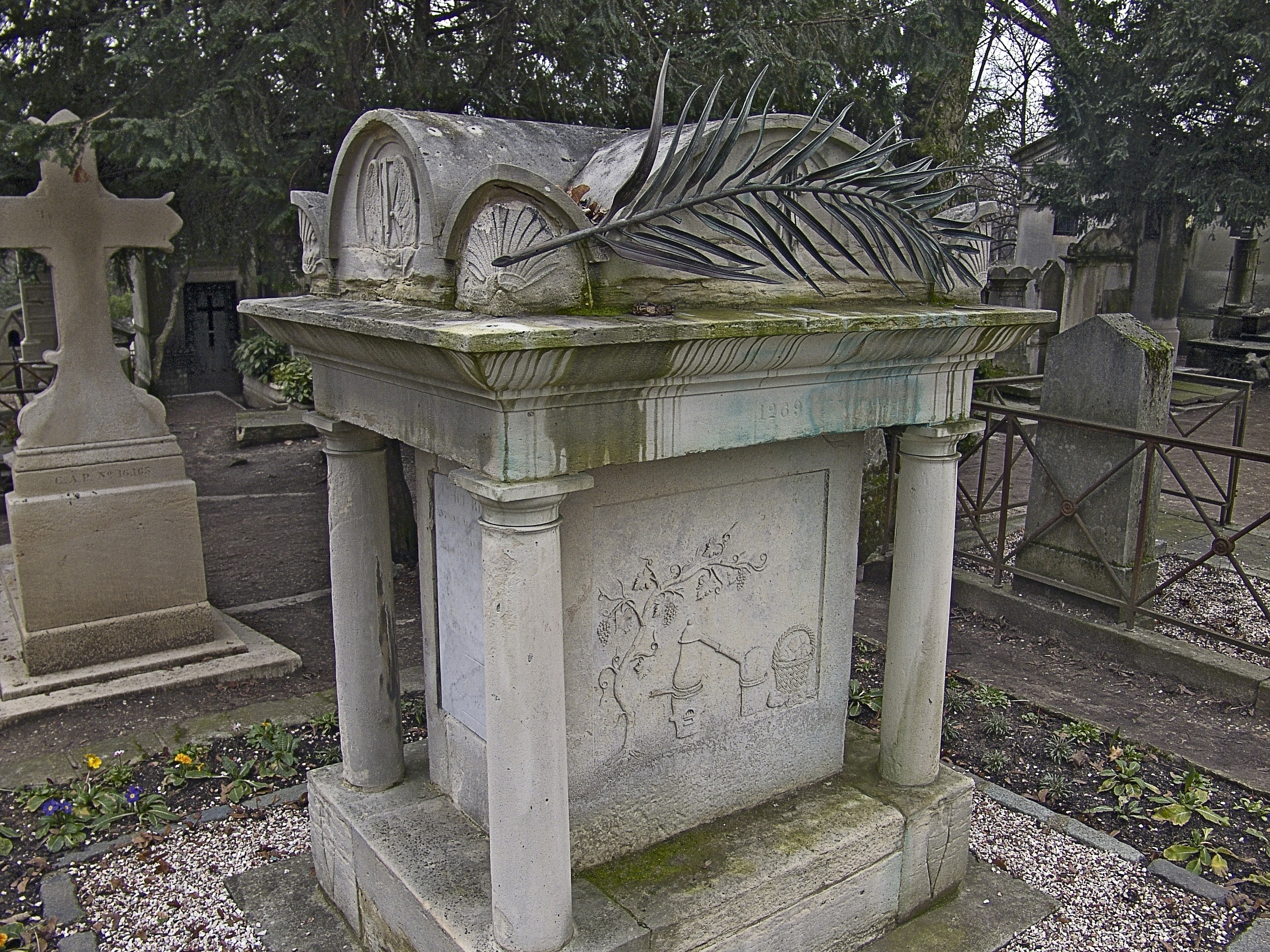
Гробница Антуана Пармантье на кладбище Пер-Лашез

При Наполеоне Пармантье стал генерал-инспектором здравоохранения, занимался вопросами санитарного состояния французской армии и провёл в 1805 первую в истории кампанию прививок от оспы.
Похоронен на кладбище Пер-Лашез в Париже.

## Память о Пармантье
- В честь агронома названа одна из станций Парижского метрополитена.
- В родном городе Мондидье стоит бронзовый памятник Пармантье на названной в его честь площади: мраморный горельеф, украшающий высокий постамент, изображает Пармантье наделяющим клубнями картофеля благодарного крестьянина[2].
- В честь Пармантье названо несколько блюд, основным ингредиентом которых является картофель.